# The Sullen Lovers
The Sullen Lovers ist eine Komödie von Thomas Shadwell aus dem Jahr 1668.
Es ist das erste von 18 Theaterstücken, die Shadwell zwischen 1668 und 1692 geschrieben hat. The Sullen Lovers ist eine Prosakomödie in fünf Akten mit Prolog und Epilog. Verfasst ist es im Stil Ben Jonsons. Hauptquelle des Stücks war Molières Les Fâcheux von 1661. Shadwell führt, wie Molière, eine Reihe von typischen Vertretern der höfischen Gesellschaft vor, mit ihren typischen Manieren, absurden Gewohnheiten, Marotten und lästigen Spleens, von denen sich das misanthropische Paar Emilia und Stanford verfolgt fühlt.
Der Prolog des Stücks war Anlass zu einer Kontroverse zwischen dem jungen Shadwell und dem gerade zum Poet Laureate ernannten John Dryden.
In der von hier aus angezettelten Debatte über Grundsatzfragen der Komödie, setzte Shadwell die von ihm bevorzugte Charakterkomödie (comedy of humours) eines Ben Jonson gegen die von Dryden präferierte Sittenkomödie (comedy of manners) in Gegensatz. Außerdem macht er sich in dem Stück über Robert und Edward Howard lustig, die mit Dryden verschwägert waren. Beide waren Autoren heroischer Tragödien, die Shadwell verabscheute. Dryden und Shadwell setzten in der Folge ihren Streit über die Natur von Komödie und Tragödie in den Vorworten ihrer nächsten Stücke fort. 
Das Stück gefiel dem Publikum. Samuel Pepys schreibt in seinen Tagebüchern, dass er es dreimal gesehen habe. König Charles II. ließ es zu den Feierlichkeiten aus Anlass der Rückkehr seiner Schwester von einer Auslandsreise aufführen.

## Ausgaben
- Tho. Shadwell: The Sullen Lovers: Or, The Impertinents. A Comedy Acted by Highness the Duke of Yorkes Servants. Henry Herringman, London 1668 (Digitalisat).
- Montague Summers (Hrsg.): The Complete Works of Thomas Shadwell. Band 1: The sullen lovers. The royal shepherdesse. The humorists. The Fortune press, London 1927 (Reprint: B. Blom, 1968).